# Finale della Coppa delle Coppe 1979-1980
La finale della 20ª edizione della Coppa delle Coppe UEFA si tenne il 14 maggio 1980 allo stadio Heysel di Bruxelles tra Valencia e Arsenal.
All'incontro assistettero circa 36 000 spettatori.
La partita, arbitrata dal cecoslovacco Vojtech Christov, vide la vittoria 5-4 ai rigori del club spagnolo.

## Il cammino verso la finale

Il gol di Paul Vaessen che, all'87' della semifinale di ritorno, qualificò l'Arsenal alla finale a scapito dei padroni di casa della Juventus.

Il Valencia di Alfredo Di Stéfano, ex campione del Real Madrid, esordì contro i danesi del B 1903 battendoli col risultato complessivo di 6-2. Agli ottavi di finale eliminarono gli scozzesi dei Rangers, dopo aver pareggiato al Mestalla per 1-1 e vinto a Glasgow con un secco 3-1. Ai quarti gli Xotos affrontarono gli spagnoli del Barcellona, vincendo il derby sia all'andata che al ritorno rispettivamente coi risultati di 1-0 e 4-3. In semifinale i francesi del Nantes diedero filo da torcere ai valenciani, battendoli in Francia 2-1, ma venendo poi sconfitti malamente in Spagna per 4-0.
L'Arsenal di Terry Neill iniziò il cammino europeo contro i turchi del Fenerbahçe battendoli sia all'andata che al ritorno col risultato di 2-0. Agli ottavi i tedeschi orientali del Magdeburgo furono battuti con un risultato complessivo di 4-3. Ai quarti di finale i Gunners affrontarono gli svedesi dell'IFK Göteborg, vincendo in casa 5-1 e pareggiando 0-0 in Svezia. In semifinale gli italiani della Juventus furono battuti con un risultato totale di 2-1, frutto del pari casalingo per 1-1 e della vittoriosa trasferta per 1-0.

## La partita
A Bruxelles va in scena una finale che si prevede spettacolare con il Valencia, capace di eliminare i campioni in carica del Barcellona, e l'Arsenal impiagato su più fronti e giunto alla 70ª partita stagionale. Tuttavia il match delude le attese e ci vogliono quasi tre ore per assegnare la coppa in palio. Infatti alla lotteria dei rigori, dopo i due errori di Mario Kempes e Liam Brady nei primi due tiri, si susseguono nove reti finché il portiere valenciano Pereira non si supera e neutralizza il tiro dagli undici metri di Graham Rix. Si è trattata della terza vittoria di una squadra spagnola e la seconda consecutiva.

## Tabellino
| Arbitro: | Vojtech Christov |

| |                      | |
| Kempes Solsona Rodríguez Ángel Bonhof Arias                                                                          | Tiri di rigore 5 – 4 | Brady Stapleton Sunderland Talbot Hollins Rix                                                                 |
| · - Pereira - Carrete - Botubot - Arias - Tendillo (c) - Solsona - Saura - Bonhof - 112’ Javier - Kempes - Rodríguez | Formazioni           | · Jennings · Rice (c) · Nelson · O'Leary · Young · Rix · Talbot · Price 105’ · Brady · Sunderland · Stapleton |
| · 112’ Ángel | Sostituzioni         | · John Hollins 105’                                                                                           |
| Alfredo Di Stéfano                                                                                                   | Allenatori           | Terry Neill                                                                                                   |